# Lathrolestes
Lathrolestes är ett släkte av steklar som beskrevs av Förster 1869. Lathrolestes ingår i familjen brokparasitsteklar.

## Bildgalleri

## Dottertaxa tillLathrolestes, i alfabetisk ordning[1][2]
- Lathrolestes albicinctus
- Lathrolestes aquilus
- Lathrolestes asperatus
- Lathrolestes bipunctatus
- Lathrolestes breviremus
- Lathrolestes buccinator
- Lathrolestes bulbus
- Lathrolestes bullatus
- Lathrolestes carinatus
- Lathrolestes caudatus
- Lathrolestes citreus
- Lathrolestes citrofrontalis
- Lathrolestes clavipes
- Lathrolestes clypeatus
- Lathrolestes constrictus
- Lathrolestes convexus
- Lathrolestes dentatus
- Lathrolestes ensator
- Lathrolestes erugatus
- Lathrolestes euryremus
- Lathrolestes frontator
- Lathrolestes gibbosus
- Lathrolestes haroldi
- Lathrolestes irenea
- Lathrolestes jennyae
- Lathrolestes karenae
- Lathrolestes kulingensis
- Lathrolestes lucidulus
- Lathrolestes luteolator
- Lathrolestes luteolus
- Lathrolestes macropygus
- Lathrolestes meridionalis
- Lathrolestes messae
- Lathrolestes minimus
- Lathrolestes mnemonicae
- Lathrolestes morator
- Lathrolestes moravicus
- Lathrolestes nasoni
- Lathrolestes nigircollis
- Lathrolestes nigricollis
- Lathrolestes nigrifacies
- Lathrolestes obscurellus
- Lathrolestes occultor
- Lathrolestes ochraceus
- Lathrolestes orbitalis
- Lathrolestes periclistae
- Lathrolestes pictilis
- Lathrolestes pictus
- Lathrolestes planus
- Lathrolestes platynus
- Lathrolestes pleuralis
- Lathrolestes profenusae
- Lathrolestes protenus
- Lathrolestes protrusus
- Lathrolestes ruwenzoricus
- Lathrolestes saliceti
- Lathrolestes soleatus
- Lathrolestes striatus
- Lathrolestes tomostethi
- Lathrolestes truncatus
- Lathrolestes ungularis
- Lathrolestes verticalis
- Lathrolestes zeugophorae